# Lena Rahoult
Lena Ann-Christine Rahoult, född 27 maj 1950 i Stockholm, är en svensk textilformgivare och museiman.
Lena Rahoult utbildade sig till journalist och har en fil.kand.-examen i humaniora och samhällsvetenskap. Hon var därefter textilformgivare, textilkonstnär och utställningskurator. Hon arbetade i Paris i Frankrike 1976-1987, bland annat som mannekäng och textilkonstnär, och har bland annat ritat stickmönster. Hon var 2005-2008 chef för Designarkivet i Pukeberg, en del av Kalmar konstmuseum. Hon var 2009-juli 2014 chef för Statens centrum för arkitektur och design i Stockholm. Rahoult finns representerad vid bland annat Nationalmuseum i Stockholm.